# 梓叶槭
梓叶槭（学名：Acer catalpifolium）是无患子科槭属的落叶大乔木，为中国的特有植物。分布于中国大陆的四川等地，生长于海拔400米至1,000米的地区，见于阔叶林中，目前尚未由人工引种栽培。
梓叶槭为中国国家II级保护植物，极小种群野生植物。

## 亚种
- Acer catalpifolium Rehd. ssp. xinganense Fang

## 用途
梓叶槭材质坚硬致密，可作为优良木材，也可作为绿化观赏树种。